# Simulium dekeyseri
Simulium dekeyseri är en tvåvingeart som beskrevs av Shelley och Py-daniel 1981. Simulium dekeyseri ingår i släktet Simulium och familjen knott. Inga underarter finns listade i Catalogue of Life.